# Адам Казе
Адам Казе (енгл. Adam Khaze; Техеран, 25. октобар 1985) аустралијски је стручњак за сложене миграције становништва. У својим радовима бави се темом мултикултурализма, превасходно у посткомунистичким земљама, укључујући и бивше југословенске републике.

## Биографија
Адам Казе је рођен у Ирану, одакле се доселио у Аустралију 1988. године у оквиру специјалног имиграционог програма аустралијске владе за припаднике бахаи вере. Дипломирао је право на Аустралијском националном универзитету у Канбери и економију на Универзитету Картин у Перту. Постдипломске студије имиграционог права завршио је на Универзитету Викторија у Мелбурну.
Временом, школујући се, почео је да помаже својим сународницима, али и другима, да емигрирају у Аустралију на легалан начин како би себи и свом потомству обезбедили достојанствен живот. Каријеру је градио као правно-економски саветник у водећим компанијама. У Аустралији је познат као пионир стратешких миграторних решења, са фокусом на азијске и јужноамеричке мигранте.
Он је и солиситор при Врховном суду Новог Јужног Велса и квалификован је да саветује у свим правним областима. Оснивач је и власник сиднејске фирме „Solve Migration”, чија је специјалност сарадња са стручњацима у свим областима имиграционог права: корпоративног, породичног, хуманитарног, али и на пољу судских спорова.

### Стручни рад
Казе се у својим стручним публикацијама бави анализом последица „политике беле Аустралије”, која је била званична аустралијска имиграциона политика од 1901. до година након Другог светског рата, по којој су у ову земљу могли да буду примљени само досељеници одређеног порекла. Имигранти из Југославије и Азије су формирали два детерминишућа таласа која су променила аустралијске прописе и утрла пут промени састава становништва доприносећи изградњи мултикултуралног друштва.
У том светлу, Адам Казе је коаутор је поглавља „Бежећи од комунизма – jугословенска и вијетнамска послератна миграција у Аустралију и промене имиграционе политике” у књизи „Тридесет година од пада Берлинског зида – заокрети и обрти у економијама, политици и друштвима у посткомунистичким земљама”, коју је 2020. године објавио Универзитет Маквори у Сиднеју. Овај рад је пре издавања презентовао на конференцији Аустралазијског удружења за комунистичке и посткомунистичке студије.
Живи и ради у Сиднеју. Ожењен је српско-аустралијском научницом, политичком аналитичарком и новинарком Нином Марковић Казе, са којом има двоје деце. Заједно су основали невладину Фондацију за алергије и микробиоме (енгл. Allergies Microbiome Foundation), која настоји да прошири свест о решењима за нутритивне алергије у Аустралији и свету.

## Радови
- Markovic Khaze, N.; Khaze, A. (2020). „Fleeing Communism – Yugoslav and Vietnamese Post-War Migration to Australia and Changes to Immigration Policy”.  Ур.: Akimov, A.; Kazakevitch, G. 30 Years Since the Fall of the Berlin Wall – Turns and Twists in Economies, Politics, and Societies in the Post-Communist Countries. Springer Singapore. стр. 405—425. ISBN 978-9811503160.
- Khaze, A.; Marković-Khaze, N. (2024).  Kalauzović, I., ур. Complex Migration. Niš, Serbia: Impressions Publishing. ISBN 978-86-82470-04-5.